# Azteca crassicornis
Azteca crassicornis este o specie de furnică din genul  Azteca. Descrisă de Emery în 1893, specia este endemică pentru Brazilia.